# Deutsche Baumschule
Deutsche Baumschule ist eine deutschsprachige Fachzeitschrift für alle Aspekte des internationalen Baumschulwesens, der Produktion ebenso wie des Handels.
Sie erschien erstmals 1949, herausgegeben vom Verlagsbuchhändler Rudolf Georgi (Teilhaber des Parey Verlags) und war die erste Zeitschrift für dieses Fachgebiet. Die Redaktion hatte ursprünglich Gerd Krüssmann inne. Später erschien die Zeitschrift im Verlag Thalacker Medien, Braunschweig (bzw. in dessen Aachener Tochtergesellschaft NGM Neue Gartenbaumedien), der Ende 2004 mehrheitlich von der britischen Zeitschriftengruppe Haymarket Publishing übernommen wurde. Deren deutscher Tochterverlag firmiert als Haymarket Media mit Sitz in Braunschweig.
Heute ist die Deutsche Baumschule (das Adjektiv wird auf der Titelseite nur noch in einem kleinen Schriftgrad gedruckt) die älteste bestehende und auch die einzige deutsche Zeitschrift für das Baumschulwesen. Sie erscheint (Stand: 67. Jahrgang 2015) monatlich mit einer Druckauflage von 2414 Exemplaren (davon tatsächlich verbreitet 2214, davon verkauft 1952, davon im Abonnement 1914, zu gut 80 % im Inland).